# Stamnodes columba
Stamnodes columba är en fjärilsart som beskrevs av Butler 1882. Stamnodes columba ingår i släktet Stamnodes och familjen mätare. Inga underarter finns listade i Catalogue of Life.